# Stanisław Zamecznik

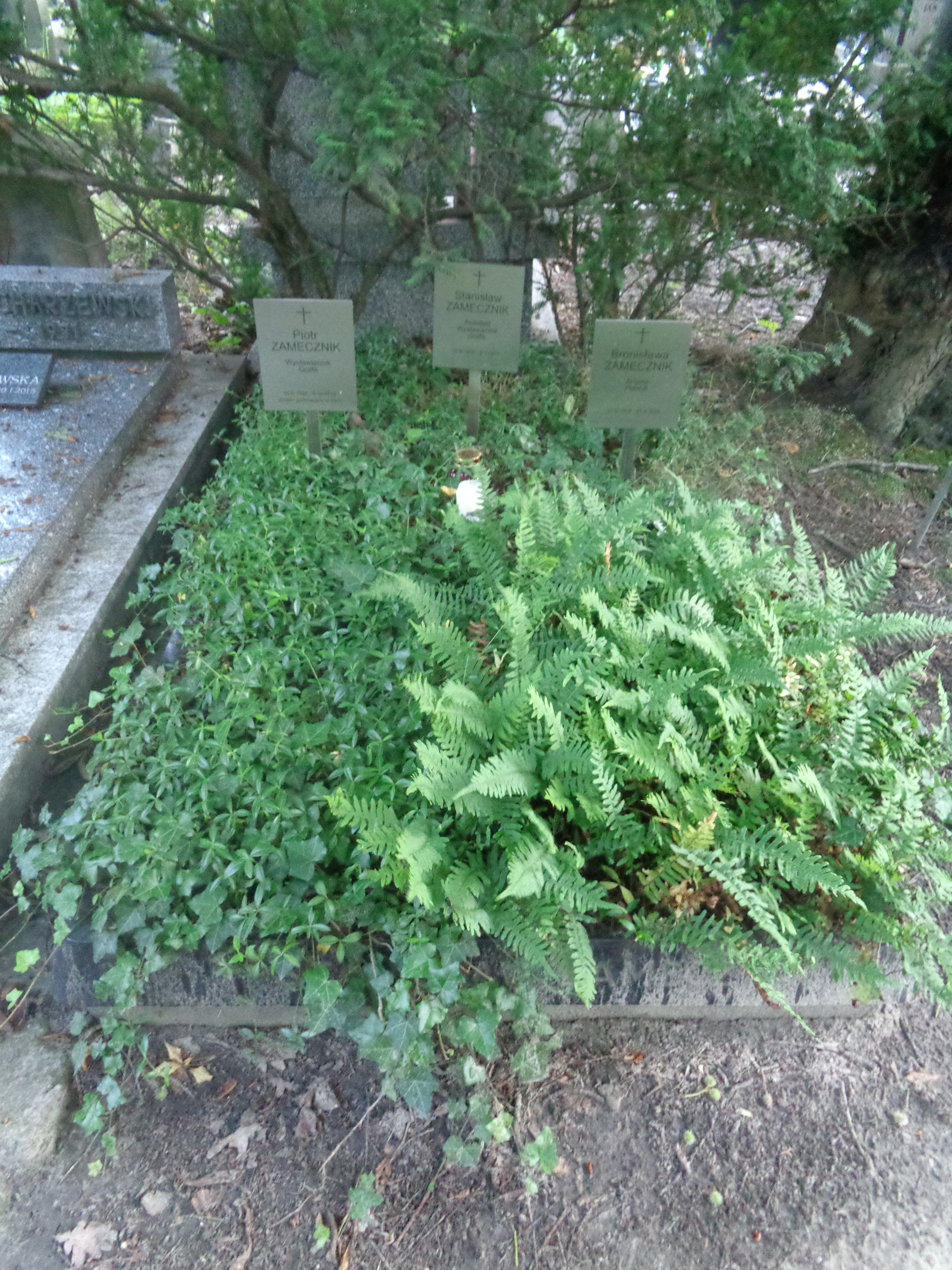
Grób Stanisława Zamecznika na Cmentarzu Wojskowym na Powązkach

Stanisław Zamecznik (ur. 10 marca 1909 w Warszawie, zm. 2 maja 1971 tamże) – architekt, artysta plastyk, wystawiennik, grafik, scenograf, wykładowca Państwowej Wyższej Szkoły Sztuk Plastycznych w Poznaniu.

## Życiorys
Był absolwentem Wydziału Architektury Poliechniki Warszawskiej (1949). Należał do kręgu artystów będących pod wpływem teorii formy otwartej Oskara Hansena. Współpracował z Jerzym Sołtanem, Oskarem Hansenem, Lechem Tomaszewskim, Janem Kosińskim. Tworzył awangardowe kompozycje przestrzenne. Używał pojęcia czystej przestrzeni i uważał, że „przestrzeń może być takim samym materiałem jak prostokąt płótna”. Aranżował wystawy sztuki w Zachęcie, tworzył plakaty oraz ilustrował książki.
Współprojektant budynku Centrali Handlowej Materiałów Budowlanych wzniesionego przy pl. Powstańców Warszawy w Warszawie w 1954 (dziś siedziba Urzędu Ochrony Konkurencji i Konsumentów i Urzędu Komisji Nadzoru Finansowego).
Odznaczony m.in. Złotym Krzyżem Zasługi (1949) i Krzyżem Kawalerskim Orderu Odrodzenia Polski (1954). 
Pochowany na cmentarzu Powązki Wojskowe w Warszawie (kwatera B19-3-13).